# Association des constructeurs européens d'automobiles

Logo di ACEA

L'ACEA (dal francese Association des Constructeurs Européens d'Automobiles: Associazione dei Costruttori Europei di Automobili) è il gruppo principale per gli standard nell'industria dell'automobile nell'Unione europea.

## Descrizione
Fu fondata nel 1991 come associazione di categoria succeditrice della CCMC (Comité des Constructeurs du Marché Commun), a sua volta fondata nel 1972.
Fra i membri compaiono: BMW, DAF, Daimler Truck, Ford Europa, Ferrari, Honda, Hyundai Motor Europe, Iveco, Jaguar Land Rover, Mercedes-Benz Group, Nissan, Renault, Stellantis, Toyota Europe, Volkswagen Group e Volvo Group.

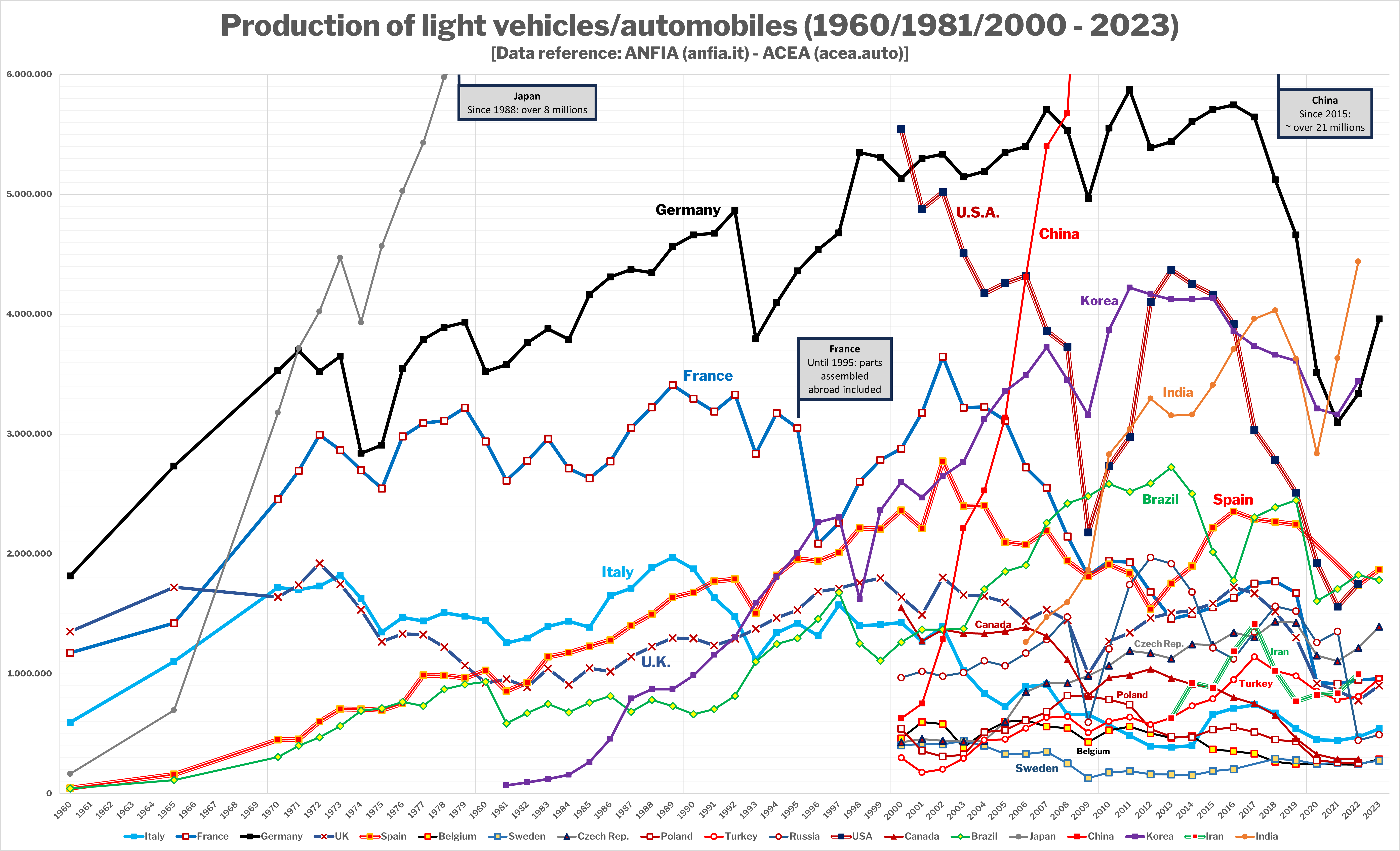
Produzione annuale di automobili nei vari paesi produttori (1960/1981/2000 - 2023; dati in parte dell'ACEA, in parte dell'ANFIA).

Un'area molto importante in cui opera ACEA è la classificazioni della qualità in prestazioni per gli oli per motori a 4 tempi. Un'altra area molto importante riguarda la redazione delle statistiche concernenti tutto il mercato automotive europeo.
Nel 2022 il gruppo Stellantis e Volvo annunciano di lasciare l'associazione per citate differenze incompatibili riguardo agli obiettivi futuri.